# Just idag är jag stark
"Just idag är jag stark" är en låt från 1979, med musik av Kenta Gustafsson och text av Aapo Sääsk. Låten har blivit Hammarby IF:s inmarschlåt.
Sääsk skrev låtens text och har beskrivit den som en "skolkningslåt". Han skrev den som 17-åring år 1960. Han studerade då på Södra Latin och trivdes inte med katederdisciplinen han upplevde där. Därför fortsatte han ibland med bussen förbi skolan till Slussen i Stockholm. Låten skrevs om en sådan dag när han valde bort att gå i skolan och gick ned från Slussens busshållplats på Södermalmstorg för att fika på stan.
Gustafsson och Sääsk lärde känna varandra i Jakobsberg i vuxen ålder och hade barn i samma klass. Sääsk skrev några texter till Gustafsson och 1979 presenterade han en av dessa för Stikkan Andersson på Polar och de fick låna en studio en dag för att spela in en skiva. Det blev ingen skiva på Polar, men inspelningen ledde till kontakt med musikproducenten Anders Burman på Metronome och till slut skivan Kenta, där "Just idag är jag stark" är en av låtarna. Låten användes sedan året efter, 1980, som B-sida till singeln för Gustafssons melodifestivallåt "Utan att fråga".
På Metronoms samlingsbox 40 år med svensk musik är "Just idag är jag stark" med som enda låt med Kenta Gustafsson.

## Hammarby
Gustafsson var en stor supporter för Hammarby IF, och blev en supporterprofil. Det förstärktes när han år 1980 spelade in en låt som hette "Bajen", vilket är ett smeknamn på Hammarby, på sin andra skiva Kan det va' fel på systemet?. Han deltog senare på flera spelningar och supporterfester, och "Just idag är jag stark" spelades och lyftes fram under 1990-talet som något som borde vara en låt för Hammarby IF:s läktare.
År 2001 samlade Magnus Carlson från Weeping Willows och Anders Hellström flera musikintresserade Hammarbysupportrars, för att spela in en skiva. Kenta Gustafsson var en av dom och han presenterade nyskrivna låten "Bajen forever". Den fick ge hela skivan sitt namn, men "Just idag är jag stark" var inte med.
När Kenta Gustafsson dog i mars 2003 gick supporterföreningen, tillsammans med föreningen, ut med ett upprop att hålla en tyst minut och gärna sjunga låten "Just idag är jag stark" innan avsparken på säsongens första allsvenska match. Initiativet ledde till att supportrar hörde av sig till föreningen och ville att låten fortsatt skulle inleda Hammarbys matcher. Föreningen avvaktade, men inför stockholmsderbyt mot Djurgården i september samma år upprepades det. Inför premiären året efter beslutades att låten skulle sjungas vid viktiga matcher "likt Celtics 'You'll Never Walk Alone'". Senare infördes låten som inmarschlåt, en företeelse som hade börjat introduceras i Allsvenskan första åren av 2000-talet, och spelas när Hammarbys spelare går in på planen inför avspark på sina hemmamatcher.

## Övrigt
Singeln är en av titlarna i boken Tusen svenska klassiker (2009). När Arne Höök skrev en biografi om Kenta Gustafsson (2015) fick den titeln Just idag är jag stark.

## Andra versioner
2008 gjorde Skuggornas orkester en cover på låten på albumet Slagdängor från gatan.